# Elecciones al Senado de los Estados Unidos de 1988
Las elecciones al Senado de los Estados Unidos de 1988 fueron una elección para el Senado de los Estados Unidos. Celebrada el 8 de noviembre, los 33 escaños de la Clase 1 se disputaron en elecciones ordinarias. A pesar de la victoria republicana de George H. W. Bush en las elecciones presidenciales, los demócratas obtuvieron un escaño neto en el Senado. Siete escaños cambiaron de partido y cuatro titulares fueron derrotados. La mayoría demócrata en el Senado aumentó en uno a 55 a 45.
Esta es la última elección para el Senado en la que California votó por un republicano y tanto Texas como Maine votaron por los demócratas, y la última vez que Arizona lo haría hasta 2018. Esta también sería la última elección para el Senado hasta 1998 que no tendría al menos una elección especial.

## Cambios en los senadores

### Titulares retirados
Tres republicanos y tres demócratas se retiraron en lugar de buscar la reelección.
| Estado     | Senador          | Senador     | Sustituido por  | Sustituido por |
| Estado     | Nombre           | Partido     | Nombre          | Partido        |
| ---------- | ---------------- | ----------- | --------------- | -------------- |
| Florida    | Lawton Chiles    | Demócrata   | Connie Mack III | Republicano    |
| Misisipi   | John C. Stennis  | Demócrata   | Trent Lott      | Republicano    |
| Vermont    | Robert Stafford  | Republicano | Jim Jeffords    | Republicano    |
| Virginia   | Paul Trible      | Republicano | Chuck Robb      | Demócrata      |
| Washington | Daniel J. Evans  | Republicano | Slade Gorton    | Republicano    |
| Wisconsin  | William Proxmire | Demócrata   | Herb Kohl       | Demócrata      |

### Titulares que perdieron
Tres republicanos y un demócrata buscaron la reelección pero perdieron en las elecciones generales.
| Estado      | Senador        | Senador     | Sustituido por | Sustituido por |
| Estado      | Nombre         | Partido     | Nombre         | Partido        |
| ----------- | -------------- | ----------- | -------------- | -------------- |
| Connecticut | Lowell Weicker | Republicano | Joe Lieberman  | Demócrata      |
| Montana     | John Melcher   | Demócrata   | Conrad Burns   | Republicano    |
| Nebraska    | David Karnes   | Republicano | Bob Kerrey     | Demócrata      |
| Nevada      | Chic Hecht     | Republicano | Richard Bryan  | Demócrata      |

### Cambios postelectorales
El republicano Dan Quayle renunció el 3 de enero de 1989, mientras que el demócrata Spark Matsunaga murió el 16 de mayo de 1990. Inicialmente, fueron reemplazados por personas designadas.
| Estado            | Senador         | Senador     | Sustituido por | Sustituido por |
| Estado            | Nombre          | Partido     | Nombre         | Partido        |
| ----------------- | --------------- | ----------- | -------------- | -------------- |
| Hawaii (Clase 1)  | Spark Matsunaga | Demócrata   | Daniel Akaka   | Demócrata      |
| Indiana (Clase 3) | Dan Quayle      | Republicano | Dan Coats      | Republicano    |

## Resultados
Los candidatos y senadores electos por estado fueron:
|  | 41.05 % |

|  | 56.71 % |

|  | 2.24 % |

|  | 52.79 % |

|  | 44 % |

|  | 3.21 % |

|  | 49.04 % |

|  | 49.76 % |

|  | 1,20 % |

|  | 39.06 % |

|  | 59.45 % |

|  | 1.50 % |

|  | 62.06 % |

|  | 37.94 % |

|  | 50.42 % |

|  | 49.57 % |

|  | 0.01 % |

|  | 20.68 % |

|  | 76.55 % |

|  | 2.76 % |

|  | 68.14 % |

|  | 31.86 % |

|  | 18.79 % |

|  | 81.21 % |

|  | 0 % |

|  | 38.19 % |

|  | 61.79 % |

|  | 0.02 % |

|  | 33.93 % |

|  | 64.97 % |

|  | 0.52 % |

|  | 38.45 % |

|  | 60.38 % |

|  | 1.16 % |

|  | 56.17 % |

|  | 40.91 % |

|  | 2.91 % |

|  | 53.91 % |

|  | 46.09 % |

|  | 67.70 % |

|  | 31.75 % |

|  | 0.55 % |

|  | 51.87 % |

|  | 48.13 % |

|  | 41.66 % |

|  | 56.71 % |

|  | 1.63 % |

|  | 46.14 % |

|  | 50.21 % |

|  | 3.65 % |

|  | 45.18 % |

|  | 53.55 % |

|  | 1.26 % |

|  | 31.05 % |

|  | 67.02 % |

|  | 1.92 % |

|  | 36.69 % |

|  | 63.31 % |

|  | 0 % |

|  | 43.03 % |

|  | 56.97 % |

|  | 0 % |

|  | 66.45 % |

|  | 32.45 % |

|  | 1.10 % |

|  | 54.59 % |

|  | 45.41 % |

|  | 34.52 % |

|  | 65.09 % |

|  | 0.39 % |

|  | 40 % |

|  | 59.17 % |

|  | 0.83 % |

|  | 67.13 % |

|  | 31.74 % |

|  | 1.13 % |

|  | 67.96 % |

|  | 29.76 % |

|  | 2.27 % |

|  | 28.69 % |

|  | 71.25 % |

|  | 0.06 % |

|  | 35.23 % |

|  | 64.77 % |

|  | 51.09 % |

|  | 48.91 % |

|  | 47.53 % |

|  | 52.05 % |

|  | 0.42 % |

|  | 50.37 % |

|  | 49.63 % |

### Elecciones más ajustadas
Once elecciones tuvieron un margen de victoria inferior al 10%:
| Estado       | Partido del ganador    | Margen |
| ------------ | ---------------------- | ------ |
| Wyoming      | Republicano            | 0.73%  |
| Connecticut  | Demócrata (Ganancia)   | 0.77%  |
| Florida      | Republicano (Ganancia) | 0.85%  |
| Washington   | Republicano            | 2.17%  |
| Montana      | Republicano (Ganancia) | 3.73%  |
| Nevada       | Demócrata (Ganancia)   | 4.06%  |
| Wisconsin    | Demócrata              | 4.53%  |
| Misisipi     | Republicano (Ganancia) | 7.82%  |
| Nueva Jersey | Demócrata              | 8.37%  |
| California   | Republicano            | 8.79%  |
| Rhode Island | Republicano            | 9.19%  |

Ohio fue el estado del punto de inflexión con un margen del 13.8%.

## Arizona
|  | 56.71 % |

|  | 41.05 % |

|  | 1.79 % |

|  | 0.45 % |

|  | 0 % |

## California
|  | 52.79 % |

|  | 44 % |

|  | 1.71 % |

|  | 0.82 % |

|  | 0.68 % |

## Connecticut
|  | 49.76 % |

|  | 49.04 % |

|  | 0.90 % |

|  | 0.30 % |

|  | 0 % |

## Dakota del Norte
|  | 59.45 % |

|  | 39.06 % |

|  | 1.50 % |

## Delaware
|  | 62.06 % |

|  | 37.94 % |

## Florida
|  | 50.42 % |

|  | 49.57 % |

|  | 0.01 % |

## Hawái
|  | 76.55 % |

|  | 20.68 % |

|  | 2.76 % |

## Indiana
|  | 68.14 % |

|  | 31.86 % |

## Maine
|  | 81.20 % |

|  | 18.79 % |

|  | 0 % |

## Maryland
|  | 61.79 % |

|  | 38.19 % |

|  | 0.02 % |

## Massachusetts
|  | 64.97 % |

|  | 33.93 % |

|  | 0.58 % |

|  | 0.51 % |

|  | 0.01 % |

## Michigan
|  | 60.38 % |

|  | 38.45 % |

|  | 0.77 % |

|  | 0.25 % |

|  | 0.14 % |

|  | 0 % |

## Minnesota
|  | 56.17 % |

|  | 40.91 % |

|  | 2.12 % |

|  | 0.43 % |

|  | 0.19 % |

|  | 0.15 % |

|  | 0.02 % |

## Misisipi
|  | 53.91 % |

|  | 46.09 % |

## Misuri
|  | 67.70 % |

|  | 31.75 % |

|  | 0.55 % |

|  | 0 % |

## Montana
|  | 51.87 % |

|  | 48.13 % |

## Nebraska
|  | 56.71 % |

|  | 41.66 % |

|  | 1.55 % |

|  | 0.08 % |

## Nevada
|  | 50.21 % |

|  | 46.14 % |

|  | 2.07 % |

|  | 1.58 % |

## Nueva Jersey
|  | 53.55 % |

|  | 45.18 % |

|  | 0.67 % |

|  | 0.41 % |

|  | 0.18 % |

## Nueva York
Múltiples partidos permitieron votar por ambas candidatas, siendo esto representado en la tabla con el resultado de cada partido y seguido de un recuento total de votos para dicho candidato.
|  | 64.68 % |

|  | 2.34 % |

|  | 67.02 % |

|  | 27.92 % |

|  | 3.13 % |

|  | 31.05 % |

|  | 1.07 % |

|  | 0.24 % |

|  | 0.22 % |

|  | 0.20 % |

|  | 0.19 % |

|  | 0 % |

## Nuevo México
|  | 63.31 % |

|  | 36.68 % |

|  | 0.01 % |

## Ohio
|  | 56.97 % |

|  | 43.02 % |

|  | 0 % |

## Pensilvania
|  | 66.45 % |

|  | 32.45 % |

|  | 0.58 % |

|  | 0.27 % |

|  | 0.15 % |

|  | 0.10 % |

## Rhode Island
|  | 54.59 % |

|  | 45.41 % |

## Tennessee
|  | 65.09 % |

|  | 34.52 % |

|  | 0.39 % |

|  | 0 % |

## Texas
|  | 59.17 % |

|  | 40 % |

|  | 0.82 % |

|  | 0.01 % |

## Utah
|  | 67.13 % |

|  | 31.74 % |

|  | 0.94 % |

|  | 0.19 % |

## Vermont
|  | 67.96 % |

|  | 29.76 % |

|  | 1.05 % |

|  | 1.01 % |

|  | 0.21 % |

## Virginia
|  | 71.25 % |

|  | 28.69 % |

|  | 0.06 % |

## Virginia Occidental
|  | 64.77 % |

|  | 35.23 % |

## Washington
|  | 51.09 % |

|  | 48.91 % |

## Wisconsin
|  | 52.05 % |

|  | 47.53 % |

|  | 0.18 % |

|  | 0.14 % |

|  | 0.06 % |

|  | 0.04 % |

## Wyoming
|  | 50.37 % |

|  | 49.63 % |